# 加林杜斯特
加林杜斯特，是西班牙卡斯蒂利亚-莱昂萨拉曼卡省的一个市镇。 总面积32平方公里，总人口539人（2001年），人口密度17人/平方公里。